# TRNK (guanin26-N2)-dimetiltransferaza
TRNK (guanin26-2)-dimetiltransferaza (EC 2.1.1.216, Trm1p, TRM1, tRNK (m22G26)dimetiltransferaza) je enzim sa sistematskim imenom S-adenozil--metionin:tRNK (guanin26-2)-dimetiltransferaza. Ovaj enzim katalizuje sledeću hemijsku reakciju
2 -adenozil--metionin + guanin26 u tRNK {\displaystyle \rightleftharpoons } 2 S-adenozil-L-homocistein + N2-dimetilguanin26 u tRNK
Enzim se disocira od svog tRNK supstrata između dve konsekutivne reakcije metilacije. Za razliku od EC 2.1.1.215, tRNK (guanin26-2/guanin27-2)-dimetiltransferaze, ovaj enzim ne katalizuje metilaciju guanina27 u tRNK.

## Literatura
- Nicholas C. Price; Lewis Stevens (1999). Fundamentals of Enzymology: The Cell and Molecular Biology of Catalytic Proteins (Third изд.). USA: Oxford University Press. ISBN 019850229X.
- Eric J. Toone (2006). Advances in Enzymology and Related Areas of Molecular Biology, Protein Evolution (Volume 75 изд.). Wiley-Interscience. ISBN 0471205036.
- Branden C; Tooze J. Introduction to Protein Structure. New York, NY: Garland Publishing. ISBN 0-8153-2305-0.
- Irwin H. Segel. Enzyme Kinetics: Behavior and Analysis of Rapid Equilibrium and Steady-State Enzyme Systems (Book 44 изд.). Wiley Classics Library. ISBN 0471303097.

## Spoljašnje veze
- TRNA+(guanine26-N2)-dimethyltransferase на 